# Clásico RCN
De Clásico RCN is een achtdaagse wielerwedstrijd in Colombia. De wedstrijd wordt sinds 1961 jaarlijks georganiseerd door de Colombiaanse radiozender Radio Cadena Nacional (RCN). Tot 1981 was het een wedstrijd voor amateurs, daarna werd het een wedstrijd voor professionals en beloften. Grote renners als Luis Herrera, Fabio Parra, Álvaro Mejía en Hernán Buenahora wisten de wedstrijd in het verleden te winnen.
De Clásico RCN wordt tegenwoordig in oktober gehouden, maar dat was niet altijd het geval. Sinds 1982 heeft de wedstrijd ook plaatsgevonden in maart, april, mei en augustus. Ook aan de duur van acht dagen is in het verleden flink gesleuteld; de Clásico RCN begon als een tweedaagse wedstrijd, maar had in 2000 tien etappes.
Tot 2008 zijn er enkel Colombiaanse winnaars geweest. Het reglement van de Internationale Wielerunie zal hieraan bijdragen; de wedstrijd is geclassificeerd als een wedstrijd op de nationale kalender, waardoor er maximaal drie niet-Colombiaanse ploegen mogen deelnemen. In 2008 won echter een Spanjaard, namelijk voormalig nummer 2 van de Ronde van Spanje Óscar Sevilla.

## Lijst van winnaars

### Meervoudige winnaars
| Overwinningen | Renner              | Land     | Jaren                            |
| ------------- | ------------------- | -------- | -------------------------------- |
| 5             | Rafael Antonio Niño | Colombia | 1971 + 1975 + 1977 + 1978 + 1979 |
| 4             | Luis Herrera        | Colombia | 1982 + 1983 + 1984 + 1986        |
| 4             | Óscar Sevilla       | Spanje   | 2008 + 2012 + 2016 + 2019        |
| 3             | Raoul Montaña       | Colombia | 1995 + 1997 + 1998               |
| 2             | Ruben Dario Gomez   | Colombia | 1961 + 1962                      |
| 2             | Jésus Suarez Cueva  | Colombia | 1965 + 1966                      |
| 2             | Álvaro Mejía        | Colombia | 1988 + 1989                      |
| 2             | Juan Diego Ramirez  | Colombia | 2000 + 2001                      |
| 2             | José Castelblanco   | Colombia | 2002 + 2003                      |
| 2             | Libardo Niño        | Colombia | 2005 + 2007                      |
| 2             | Aldemar Reyes       | Colombia | 2022 + 2023                      |

### Overwinningen per land
| Overwinningen | Land     |
| ------------- | -------- |
| 59            | Colombia |
| 4             | Spanje   |
| 1             | Bolivia  |